# BankID
BankID — технологія дистанційної ідентифікації та автентифікації фізичних осіб в інформаційно-телекомунікаційних системах. Суть технології у наданні банком клієнтському сайту ідентифікаційних даних користувача після автентифікації у системі «клієнт-банк». BankID є основним методом ідентифікації в додатку державних послуг Дія.

## BankID в Україні
Специфікація BankID в Україні є додатком до Публічної пропозиції Національного банку України на укладення Єдиного договору банківського обслуговування та надання інших послуг Національним банком України та складається з двох частин:
- Специфікація взаємодії з системою BankID Національного банку України (взаємодія системи BankID НБУ з порталом послуг)[1]
- Специфікація взаємодії з системою BankID Національного банку України (взаємодія системи BankID НБУ з банком)[2]